# Reyes de Aire
Il Reyes de Aire è un torneo promosso annualmente dalla federazione messicana di lucha libre CMLL.
È un torneo dedicato essenzialmente ai pesi non massimi con lo scopo di enfatizzare e dare un'occasione di farsi notare ai lottatori maggiormente acrobatici, agili e veloci.
Si è tenuto ogni anno a partire dal 2005 salvo che nel 2010.

## Vincitori
Di seguito si riporta l'albo d'oro del torneo con i suoi vincitori:
- 2005: Volador Jr. (1).
- 2006: La Mascara.
- 2007: Volador Jr. (2) e Virus.
- 2008: Valiente.
- 2009: Volador Jr. (3).
- 2010: edizione non tenutasi.
- 2011: Angel de Oro (1).
- 2012: Angel de Oro (2).